# Forges-sur-Meuse
Forges-sur-Meuse település Franciaországban, Meuse megyében. Lakosainak száma 122 fő (2022. január 1.). Forges-sur-Meuse Béthincourt, Brabant-sur-Meuse, Consenvoye, Cumières-le-Mort-Homme, Gercourt-et-Drillancourt és Regnéville-sur-Meuse községekkel határos.

## Népesség
A település népességének változása:
| Lakosok száma | 187  | 140  | 140  | 104  | 117  | 120  | 122  | 123  | 124  | 122  |
|               | 1968 | 1982 | 1990 | 2006 | 2013 | 2015 | 2017 | 2019 | 2020 | 2022 |